# Magdalena Neuner
Vous lisez un « bon article » labellisé en 2009.
Magdalena « Lena » Neuner, née le 9 février 1987 à Garmisch-Partenkirchen, est une biathlète allemande dont la carrière sportive s'est étendue de 2006 à 2012 au plus haut niveau international. Elle débute en biathlon à neuf ans et remporte entre 2004 et 2006 cinq titres individuels de championne du monde junior. Neuner fait ses débuts en Coupe du monde lors de la saison 2006 et remporte sa première épreuve en janvier 2007. Un mois plus tard, elle décroche trois médailles d'or lors des Championnats du monde pour sa première participation. Lors de la saison 2007-2008, Neuner, âgée de 21 ans, devient le plus jeune vainqueur du classement général de la Coupe du monde dans l'histoire de l'Union internationale de biathlon. Aux mondiaux 2008, elle remporte trois nouveaux titres de championne du monde, devenant la plus jeune biathlète à avoir acquis six titres mondiaux.
Elle décide de mettre un terme à sa carrière sportive à l'âge de 25 ans, à la fin de la saison 2011-2012, alors qu'elle remporte le classement général de la Coupe du monde pour la troisième fois avec un record personnel de dix victoires dans l'hiver. Magdalena Neuner totalise trente-quatre épreuves individuelles de Coupe du monde remportées pour soixante-trois podiums au total. Sa collection de globes de cristal se monte à sept petits globes de spécialités, et trois gros globes pour ses victoires au classement général en 2008, 2010 et 2012. En tant que membre de l'équipe d'Allemagne, elle est régulièrement appelée à disputer les relais, avec pour résultats, treize victoires pour dix-neuf podiums. Double championne olympique en 2010, Neuner décroche durant ses participations aux championnats du monde douze titres — dont six en relais —, quatre médailles d'argent et une de bronze, sans oublier les mondiaux juniors où elle possède cinq titres individuels et deux titres collectifs ajoutés à quatre autres médailles d'argent. Elle est considérée comme l'une des meilleures fondeuses du circuit, bien que ses performances en tir soient perfectibles.
Magdalena Neuner vit à Wallgau en Bavière depuis sa naissance. À seize ans, elle rejoint l'administration douanière allemande. Après avoir remporté ses trois premières médailles d'or aux mondiaux en 2007, elle devient l'une des sportives les plus populaires de son pays, étant élue personnalité sportive allemande de l'année en 2007 et en 2011.

## Biographie

### Ses premières années
Née à Garmisch-Partenkirchen (Allemagne), Magdalena Neuner est le second des quatre enfants de Paul et Margit Neuner. Elle a un frère aîné, Paul, un frère et une sœur cadets, Christoph et Anna, qui tous disputent des compétitions de biathlon dans leurs jeunes années.
Neuner grandit à Wallgau, à 15 km de Garmisch-Partenkirchen. Elle s'essaie au ski alpin à l'âge de quatre ans puis à d'autres sports d'hiver au sein de son club, le CS Wallgau. À 16 ans, elle termine sa scolarité au collège à Garmisch-Partenkirchen et décide de poursuivre sa carrière en biathlon. Bien que ses parents soient réticents au départ, ils soutiennent leur fille dans son ambition de devenir biathlète professionnelle.

### Carrière sportive

#### Ses débuts
Neuner commence le biathlon à l'âge de neuf ans après un essai dans son club de ski local. Elle remporte vingt-neuf courses de biathlon en Coupe d'étudiants organisée par la Fédération allemande de ski, remportant quatre années consécutives le titre national de sa catégorie d'âge (de 1999 à 2002). Ses études terminées, elle rejoint le service des douanes allemandes en août 2003 pour devenir membre de l'équipe d'Allemagne de biathlon aux côtés entre autres de la skieuse alpine Maria Riesch. Elle n'y possède aucune obligation et peut se consacrer à la pratique sportive à temps complet.
En décembre 2003, Neuner remporte le titre national des moins de 17 ans. Elle remporte également quatre courses en Coupe d'Europe junior ce qui lui permet de se qualifier aux Mondiaux juniors de 2004 organisés en Haute-Maurienne en France. Elle y remporte deux titres mondiaux en sprint et relais ainsi qu'une médaille d'argent en poursuite. L'année suivante, en 2005, elle participe à ses deuxièmes Mondiaux juniors à Kontiolahti en Finlande, conserve son titre en sprint et remporte deux médailles d'argent en relais et poursuite.

#### 2005-2006: débuts en Coupe du monde

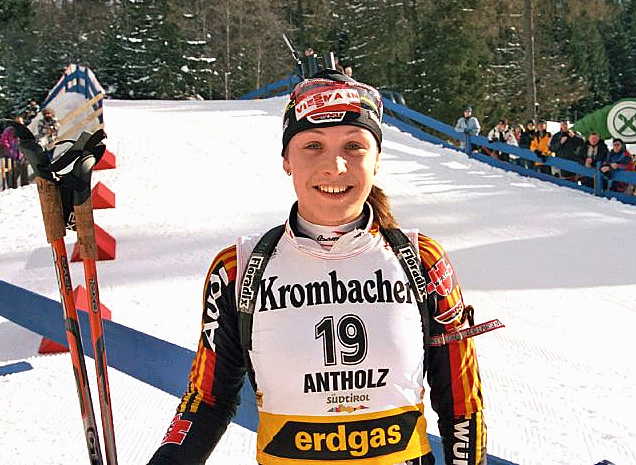
Neuner en janvier 2006.

Neuner participe pour la première fois à la Coupe du monde en 2006, alors qu'elle est âgée de dix-huit ans et onze mois. L'entraîneur de l'équipe nationale féminine d'Allemagne, Uwe Müßiggang, l'avait déjà appelée deux ans auparavant mais ses parents et ses entraîneurs d'alors refusèrent, jugeant cette sélection prématurée. Le 13 janvier 2006, elle fait donc ses débuts en Coupe du monde sur un sprint à Ruhpolding où elle remplace Uschi Disl blessée. Elle clôt cette première course à la quarante-et-unième place : ce résultat restera le moins bon de toute sa carrière. Elle marque ses premiers points deux jours plus tard en remontant vingt places dans la poursuite pour se classer vingt-et-unième. Grâce à ces bons débuts, elle a l'occasion de disputer huit autres épreuves en Coupe du monde au cours de la saison. Durant le même hiver, en février, alors que les Jeux olympiques d'hiver de 2006 pour lesquels elle n'est pas sélectionnée sont sur le point de commencer à Turin, elle retourne sur le circuit des juniors pour participer à ses troisièmes mondiaux de la catégorie à Presque Isle aux États-Unis : elle remporte l'or en poursuite et en relais ainsi qu'une médaille d'argent en sprint. En fin de saison à Kontiolahti en mars 2006, Neuner se classe pour la première fois dans les dix premières en Coupe du monde, échouant de peu au pied du podium avec une quatrième place en sprint, puis terminant neuvième de son tout premier départ groupé,.

#### 2006-2007: trois titres mondiaux à vingt ans
Après des débuts prometteurs en Coupe du monde l'hiver précédent, Neuner devient un membre à part entière de l'équipe première allemande dès le début de la nouvelle saison. Elle démontre rapidement ses dispositions en ski de fond qui font d'elle l'une des plus rapides du circuit. Le 5 janvier 2007, Neuner remporte sa première victoire en Coupe du monde lors du sprint d'Oberhof. Deux jours plus tard, elle oublie de recharger son fusil et, malgré six fautes au tir, termine troisième de la poursuite.
Magdalena Neuner devait initialement disputer les mondiaux juniors 2007, mais sa victoire en Coupe du monde lui permet de gagner sa sélection pour les Championnats du monde seniors 2007 à Antholz-Anterselva en Italie. Le 3 février 2007, six jours avant de célébrer son vingtième anniversaire, elle remporte le titre en sprint, battant la Suédoise Anna Carin Olofsson de deux secondes et trois dixièmes. Il s'agit de son premier titre mondial et sa deuxième victoire chez les seniors. Deux jours plus tard, elle est sacrée championne du monde de poursuite malgré quatre tirs ratés. À la suite d'une quatorzième place en départ groupé, elle est alignée au sein du relais féminin allemand aux côtés de Martina Glagow, Andrea Henkel et Kati Wilhelm et remporte son troisième titre le 11 février 2007. Avec trois médailles d'or, Magdalena Neuner est la biathlète la plus titrée de ces mondiaux et devient la plus jeune biathlète triple championne du monde.
À la fin de la saison, Neuner poursuit sa série victorieuse en Coupe du monde. En mars 2007, elle remporte la poursuite et le départ groupé de Holmenkollen à Oslo,, ainsi que le sprint et la poursuite de l'étape finale de Khanty-Mansiïsk en Russie,. Elle compte désormais sept victoires en Coupe du monde. Elle termine la saison à la quatrième place du classement général et finit seconde du classement de la poursuite, derrière sa compatriote Wilhelm.
Après ses trois titres mondiaux, Neuner devient rapidement populaire auprès du public et des sponsors. Elle reçoit deux récompenses de biathlon : « meilleur jeune » et « athlète féminine de l'année », suivant le vote des entraîneurs des équipes nationales de coupe du monde. Magdalena Neuner reçoit également le « Goldener Ski », plus haute récompense de la Fédération allemande de ski (DSV) et en décembre, les journalistes sportifs allemands la désignent comme l'athlète allemande féminine de l'année.

#### Saison 2007-2008: vainqueur de la Coupe du monde

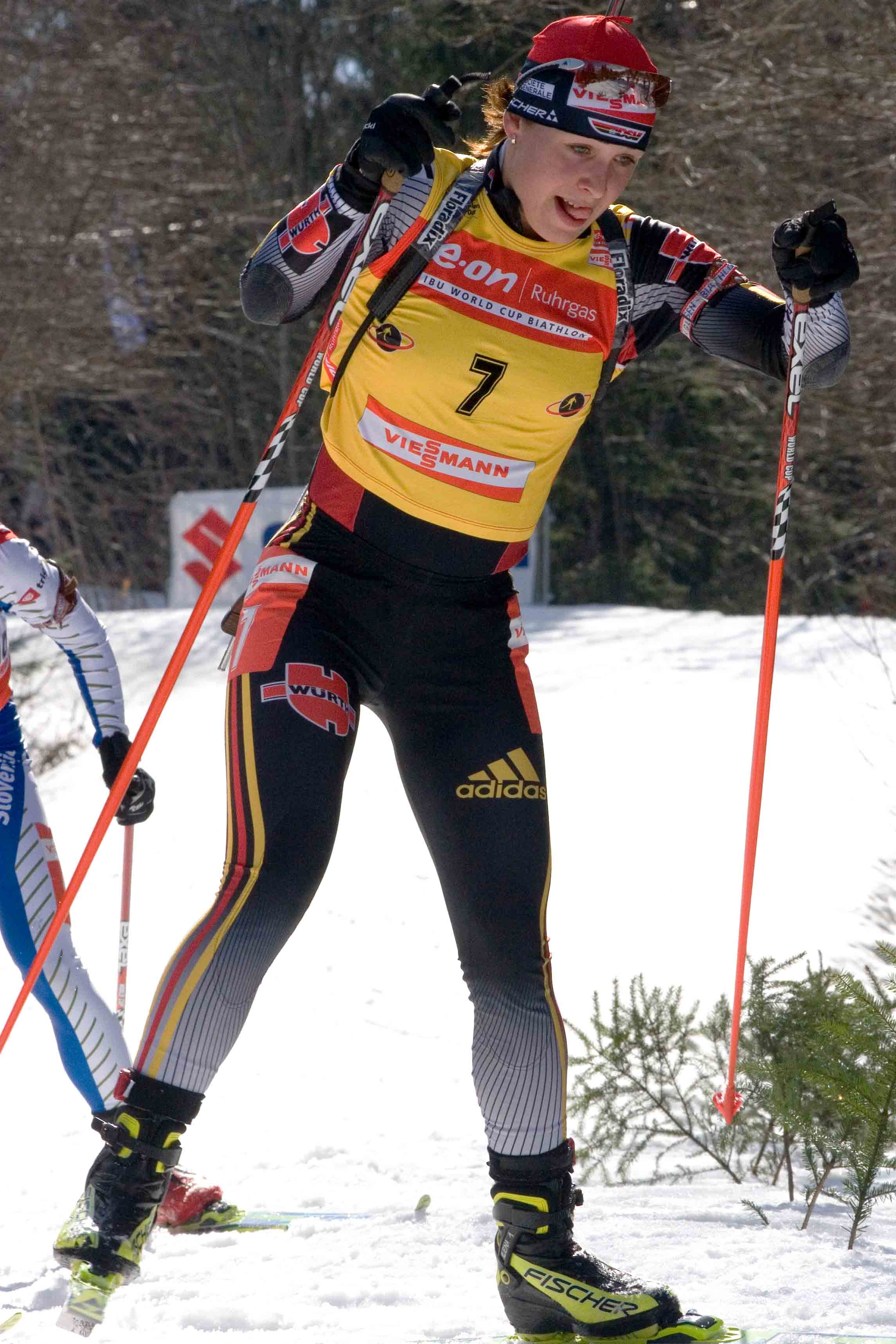
Neuner avec le dossard jaune de leader du classement général.

Après avoir raté le podium au général en 2007, Neuner commence la saison 2007-2008 par une victoire en relais à Pokljuka en Slovénie en décembre 2007. Elle remporte sa huitième épreuve lors du départ groupé d'Oberhof en janvier 2008 et une semaine plus tard le relais à Ruhpolding. Peu avant ses 21 ans, elle relève le défi de faire un rapide aller-retour sur le circuit junior et prendre part à ses quatrièmes et derniers mondiaux juniors qui se déroulent à domicile, à Ruhpolding en janvier 2008. Elle y remporte facilement le titre sur le sprint et sur la poursuite, les deux seules épreuves qu'elle avait prévu de disputer, afin de se réserver pour les prochains Championnats du monde seniors.
Aux Mondiaux 2008 à Östersund en Suède, Neuner perd ses titres en sprint et poursuite en raison d'un trop grand nombre d'erreurs en tir ; elle y termine respectivement dix-septième et sixième. Le 12 février 2008, elle remporte le relais mixte avec Sabrina Buchholz, Andreas Birnbacher et Michael Greis. Quatre jours plus tard, elle remporte le titre mondial du départ groupé, battant la Norvégienne Tora Berger avec 3 secondes d'avance. Enfin, elle ajoute un troisième titre lors du relais féminin en compagnie de Martina Glagow, Andrea Henkel et Kati Wilhelm. Avec donc trois nouveaux titres, Magdalena Neuner devient la plus jeune biathlète sextuple championne du monde.
Au cours du troisième « trimestre », elle remporte les sprints de Pyeongchang en Corée du Sud et de Khanty-Mansiïsk, ses dixième et onzième victoires en Coupe du monde,. Deuxième du départ groupé de Khanty-Mansiïsk, Magdalena Neuner remporte le petit globe de cristal de la spécialité. Lors de l'étape finale d'Oslo, elle s'assure le gain du petit globe du sprint et porte pour la première fois de sa carrière le dossard jaune de leader du classement général. Sa neuvième place sur le départ groupé final d'Oslo est suffisante pour lui assurer la victoire du classement général de la Coupe du monde, son premier gros globe de cristal.
Neuner devient la plus jeune biathlète à remporter la Coupe du monde au classement général depuis la création de l'IBU (en 1993). La DSV lui décerne pour la deuxième fois le Goldener Ski. Pour le titre de sportive allemande de l'année, seules la nageuse Britta Steffen et l'escrimeuse Britta Heidemann la devancent.

#### Saison 2008-2009: perte de vitesse
La préparation de Neuner à la saison 2008-2009 est perturbée par plusieurs problèmes de santé. Durant l'été 2008, elle a des problèmes intestinaux qui l'obligent à se tenir loin des entraînements durant sept semaines. Elle attribue plus tard ces problèmes de santé à la pression populaire. À l'automne 2008, elle contracte une grippe en octobre puis une infection bactérienne en novembre qui l'obligent de nouveau à un repos forcé de deux semaines. Ses performances en compétition s'en ressentent. En début de saison, elle réalise cependant trois podiums en sprint, en individuel et en relais féminin où elle remporte l'épreuve en décembre 2008 à Hochfilzen en Autriche en raison d'un grand taux de réussite au tir à côté de contre-performances à la poursuite d'Östersund (dix-septième) et de Hochfilzen (vingt-septième) et au sprint d'Hochfilzen (dix-neuvième).

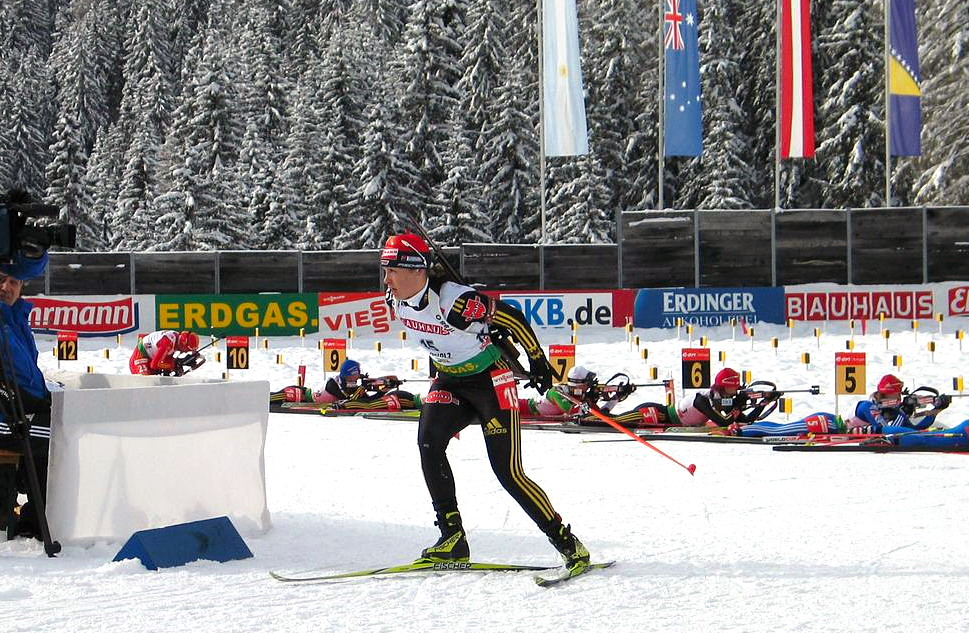
Neuner à Antholz, janvier 2009.

Après Noël, ses temps en ski s'améliorent. À Ruhpolding, elle remporte le relais en janvier 2009 puis remporte le sprint et la poursuite au même endroit,. À Antholz, elle ne monte pas sur le podium en départ groupé alors que la victoire lui tendait les bras : largement en tête avec près d'une minute d'avance sur sa poursuivante au moment d'aborder le tir final, elle temporise sur le pas de tir et rate ses cinq tirs pour finalement se classer sixième à l'arrivée,.
Aux mondiaux 2009 à Pyeongchang, Neuner est en difficulté en raison d'un rhume et d'un grand nombre de fautes au tir. Elle finit huitième du sprint durant lequel elle chute dans une descente, et termine onzième de la poursuite. Elle ne prend pas part à l'individuel ni au relais mixte en raison de son rhume. Le 21 février 2009, Neuner remporte son unique médaille lors du relais féminin : une médaille d'argent obtenue en compagnie de Martina Beck, Andrea Henkel et Kati Wilhelm. Enfin, elle termine septième du départ groupé.
En mars 2009, Neuner se classe quatrième de l'individuel à Vancouver, où se dérouleront les Jeux olympiques d'hiver de 2010. Ce résultat lui permet de remporter le classement général de l'individuel, alors qu'elle n'est pas montée sur la plus haute marche du podium sur ce format au cours de la saison. Elle remporte ensuite le relais féminin au Canada, et termine seconde du sprint derrière la Suédoise Helena Jonsson. Lors de l'étape finale de Khanty-Mansiïsk, Neuner remporte la poursuite, la quatorzième victoire individuelle de sa carrière. Elle finit la saison à la quatrième place du classement général et à la seconde du classement du sprint.

#### Saison 2009-2010: la consécration olympique
Magdalena Neuner manque la première étape de la Coupe du monde 2009-2010 en raison d'un rhume de cerveau. De retour sur les pistes, elle obtient son premier podium de la saison lors de l'épreuve de sprint disputée à Pokljuka en Slovénie : elle termine à la troisième place puis deuxième le lendemain lors de la poursuite où elle est battue par la Russe Svetlana Sleptsova. Blessée au dos, elle doit déclarer forfait lors de l'étape suivante disputée à Oberhof en Allemagne. La semaine suivante, à Ruhpolding, elle termine troisième du sprint puis de nouveau troisième du départ groupé, cette dernière course étant remportée par la Suédoise Helena Jonsson qui domine le début de saison. Elle confirme sa bonne forme en remportant l'individuel puis le sprint à Antholz avant de terminer deuxième de la poursuite.

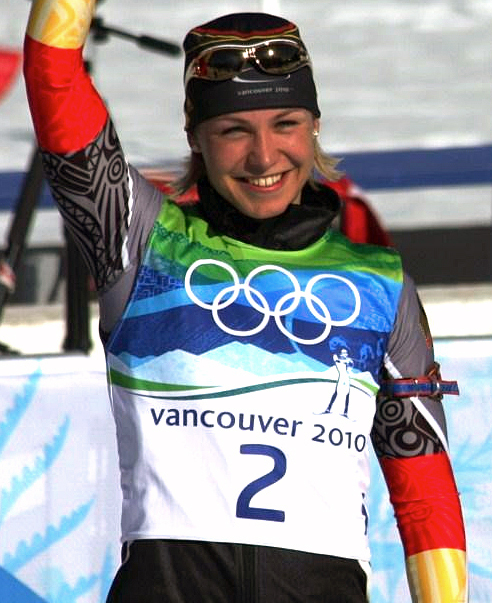
Magdalena Neuner, sur le podium du départ groupé

Les jeux olympiques de Vancouver qui débutent ensuite constituent l'objectif majeur de sa saison. Lors du sprint, première épreuve du biathlon, elle termine à la deuxième place, à 1 s 5 de la Slovaque Anastazia Kuzmina, et devant la Française Marie Dorin, troisième à 10 s 9 de Kuzmina. Trois jours plus tard, lors de la poursuite, elle remporte son premier titre olympique en devançant Kuzmina de 12 s 1, les deux biathlètes terminant avec deux pénalités, et la Française Marie Laure Brunet, troisième à 28 s 3 grâce à un sans faute. Lors de sa troisième épreuve, elle se classe dixième de l'individuel, épreuve remportée par la Norvégienne Tora Berger. Elle remporte sa deuxième médaille d'or des Jeux en remportant le départ groupé, course où elle prend le commandement après un sans faute lors du dernier passage au stand de tir, au tir debout. Elle devance la Russe Olga Zaitseva et sa compatriote Simone Hauswald. Lors du relais féminin, elle laisse sa place au sein de l'équipe allemande à Martina Beck, auparavant connue sous le nom de Glagow ; les Allemandes terminent troisième derrière la Russie et la France.
Une deuxième place lors de la poursuite de Kontiolahti en Finlande lui permet de prendre la tête du classement de la Coupe du monde. Elle termine ensuite troisième du départ groupé de l'étape suivante, à Holmenkollen en Norvège. Elle termine la saison à Khanty-Mansiïsk en remportant la dernière épreuve individuelle, un départ groupé, ainsi que le relais mixte qui fait office de championnat du monde. Avec 933 points et cinq victoires, elle remporte le classement général de la Coupe du monde devant Simone Hauswald. Elle remporte également les globes de la poursuite et du départ groupé, terminant également deuxième du classement du sprint et sixième de l'individuel. Après Magdalena Forsberg, elle devient la deuxième biathlète à avoir remporté le gros globe du classement général et les quatre petits globes de spécialités dans sa carrière.

#### Saison 2010-2011: cinq médailles mondiales
Comme la saison précédente, Neuner doit déclarer forfait lors de la première étape de la saison en raison d'un rhume. Lors de l'étape suivante, elle remporte le relais avec l'équipe allemande. Elle remporte ensuite sa première victoire individuelle en l'emportant lors du sprint de Pokljuka. Elle termine sur le podium lors des deux épreuves de sprint, deuxième à Oberhof puis troisième à Ruhpolding. Elle doit ensuite attendre l'étape américaine de Fort Kent pour terminer dans les trois premières places : elle termine troisième du sprint, puis deuxième de la poursuite, les deux courses étant remportées par sa compatriote Andrea Henkel, avant de s'imposer lors du départ groupé, Henkel finissant deuxième.
Les Championnats du monde disputés à Khanty-Mansiïsk en Russie débutent par un relais mixte : l'équipe allemande, composée de Andrea Henkel, Magdalena Neuner, Arnd Peiffer et Michael Greis, remporte la médaille d'argent, battue par la Norvège. Lors de sa première épreuve individuelle, le sprint, elle s'impose avec un écart de 12 s 2 sur la Finlandaise Kaisa Mäkäräinen. Cette dernière, grâce à un sans faute, l'emporte lors de la poursuite devant Neuner qui termine à 21 s 6 malgré deux fautes aux tirs. Lors de l'individuel, Neuner termine au cinquième rang, malgré cinq pénalités, d'une course remportée par la Suédoise Helena Ekholm. La dernière épreuve individuelle chez les femmes, le départ groupé, se déroule trois jours plus tard. Elle concède quatre pénalités mais s'impose face à la Biélorusse Darya Domracheva et la Norvégienne Tora Berger. Le relais féminin se déroule le lendemain. Elle est la dernière relayeuse de son équipe et prend le départ en quatrième position avec un retard de 67 secondes. Après le tir debout, où elle réussit un sans faute, elle possède encore un retard de 24 secondes sur la concurrente ukrainienne. Neuner dépasse finalement celle-ci sur la dernière partie de ski pour remporter la troisième médaille de ces championnats. L'Ukraine, deuxième, sera plus tard disqualifiée en raison d'un contrôle positif sur son athlète Oksana Khvostenko. Juste après les mondiaux, Magdalena Neuner remporte le dernier sprint de la saison à Oslo Holmenkollen, ce qui lui permet de s'emparer du petit globe de la spécialité. Au classement général, elle remonte à la deuxième place à 22 points de Mäkäräinen et se trouve en position très favorable au départ de la poursuite à suivre avec un bonus considérable en termes de temps et de places (plus de trente secondes d'avance sur Berger dossard 2, et près d'une minute trente sur la Finlandaise). Mais le lendemain, malade, elle renonce à prendre le départ de cette poursuite. Avec ce nouveau forfait, elle hypothèque ainsi ses dernières chances de remporter le gros globe de cristal. Sixième de la mass-start finale, elle termine finalement au cinquième rang du classement général de la coupe du monde remporté par Kaisa Mäkäräinen.

#### Saison 2011-2012: l'annonce du retrait
La saison 2011-2012 commence le 1er décembre 2011 à Östersund. Neuner se classe troisième de l'individuel avant de remporter deux jours plus tard le sprint. Cette victoire est la 25e de sa carrière en Coupe du monde dans une épreuve individuelle,. Elle conclut cette étape de Coupe du monde par une troisième place lors de la poursuite le lendemain. Le 6 décembre, Neuner annonce la fin de sa carrière sportive à l'issue de la saison pour se consacrer à une vie « normale » et souhaiter fonder une famille. La semaine suivante, elle remporte le deuxième sprint de la saison puis se classe troisième place de la poursuite.
En ouverture de la première étape de janvier, disputée en Allemagne à Oberhof, Magdalena Neuner a la responsabilité de terminer le relais pour l'équipe d'Allemagne. À la lutte pour la victoire, elle craque de manière spectaculaire au tir debout en manquant sept de ses huit balles et visite quatre fois l'anneau de pénalité avant de finir la course à la quatrième place, loin des Russes victorieuses. Elle se reprend magistralement lors du sprint suivant qu'elle remporte en réalisant un sans-faute. Puis elle réalise le doublé en s'imposant le dimanche sur la mass-start, son quatrième succès de la saison. Lors de l'étape suivante à Nove Mesto, elle signe deux troisièmes places sur l'individuel puis sur le sprint. Au cours de la poursuite, elle connait une nouvelle mésaventure sur le pas de tir : elle se trompe de cible lors de son premier passage debout, alors qu'elle était en tête de la course. Le temps de s'en rendre compte elle finit sur la bonne cible (une balle réussie) puis va faire ses quatre tours de pénalité. Avec finalement un score de 12 sur 20 au tir, elle termine à la septième place de la course à 1 minute 20 de Tora Berger. La semaine suivante, Neuner commence l'étape d'Antholz-Anterselva par une victoire sur le sprint. Sixième du relais le lendemain, elle est en lice pour la victoire jusqu'au dernier tir lors de la mass-start. Alors en tête de la course après un 15/15 au tir, elle commet deux erreurs lors de la dernière session et termine la course en troisième place, derrière Darya Domracheva et Anastasia Kuzmina. Neuner commence la septième étape de la Coupe du monde, disputée à Oslo, par une victoire lors du sprint où elle effectue un sans-faute au tir. Elle enchaîne en remportant la poursuite. Ces deux victoires lui permettent, avec trente-un succès en Coupe du monde, de devenir la deuxième biathlète au nombre de victoires en coupe du monde, dépassant ainsi au palmarès sa compatriote Uschi Disl (trente victoires). Après avoir déclaré forfait à la dernière minute avant la troisième course d'Oslo, le départ groupé (épreuve pour laquelle elle n'a donc pas été remplacée), Neuner fait son retour la semaine suivante à Kontiolahti et remporte une fois de plus l'épreuve de sprint. Le lendemain, Neuner commet quatre fautes au tir lors de la poursuite. Elle est devancée à l'arrivée par la Finlandaise Kaisa Mäkäräinen qui n'a fait qu'une seule erreur durant cette course.
Le 1er mars, Magdalena Neuner commence les Championnats du monde de Ruhpolding en obtenant la médaille de bronze avec le relais mixte allemand. Deux jours plus tard, elle devient pour la troisième fois championne du monde du sprint en accomplissant un sans-faute au tir pendant sa course. Le lendemain, elle manque le doublé sur la poursuite à cause de trois fautes au tir dont deux lors de la dernière session et doit se contenter de la médaille d'argent en finissant à 25 s de Darya Domracheva. Supportant mal la pression sur la durée du dernier grand rendez-vous de sa carrière, qui plus est à domicile, Neuner termine les mondiaux dans la difficulté. Ainsi sur l'individuel, plombée par 6 minutes de pénalités, elle obtient son plus mauvais résultat en grand championnat en se classant seulement 23e. Cependant, après cet échec elle remporte, et pour la quatrième fois, la médaille d'or en relais féminin, mais avec encore une prestation mitigée de sa part (un tour de pénalité). Elle connait une nouvelle désillusion le dernier jour sur la mass-start, ne pouvant faire mieux que dixième à cause de six fautes au tir, soit le plus mauvais score de l'épreuve.
Juste après les Championnats du monde, Neuner s'en va disputer à Khanty-Mansiïsk la dernière étape de la saison et la dernière de sa carrière avec pour enjeu principal le gain du gros globe de cristal que convoite également Domracheva, sa plus sérieuse rivale. Remise de ses émotions de Ruhpolding, l'Allemande remporte d'entrée son huitième sprint de la saison (en dix épreuves) et consolide son dossard jaune. Avec cette dixième victoire depuis le début de la saison, Magdalena Neuner rejoint Magdalena Forsberg qui jusqu'alors était la seule biathlète à avoir réussi la performance de s'imposer à dix reprises au moins au cours d'une même saison. En terminant à la quatrième place de la poursuite remportée par Domracheva, Neuner rate le coche pour le globe de la spécialité, mais le résultat est par contre suffisant pour assurer, à une course de la fin, son troisième gros globe de cristal, après ceux de 2008 et 2010. Magdalena Neuner dispute la dernière course de sa carrière, la mass-start, sans stress lié au résultat, ses chances de gagner le petit globe de la spécialité étant en effet très faibles à cause de son forfait d'Oslo. Elle finit cette ultime épreuve à la 6e place. Outre le classement général de la Coupe du monde, Neuner ne remporte finalement qu'un seul petit globe, celui du sprint (en poche depuis le titre de Ruhpolding).

#### Retraite sportive

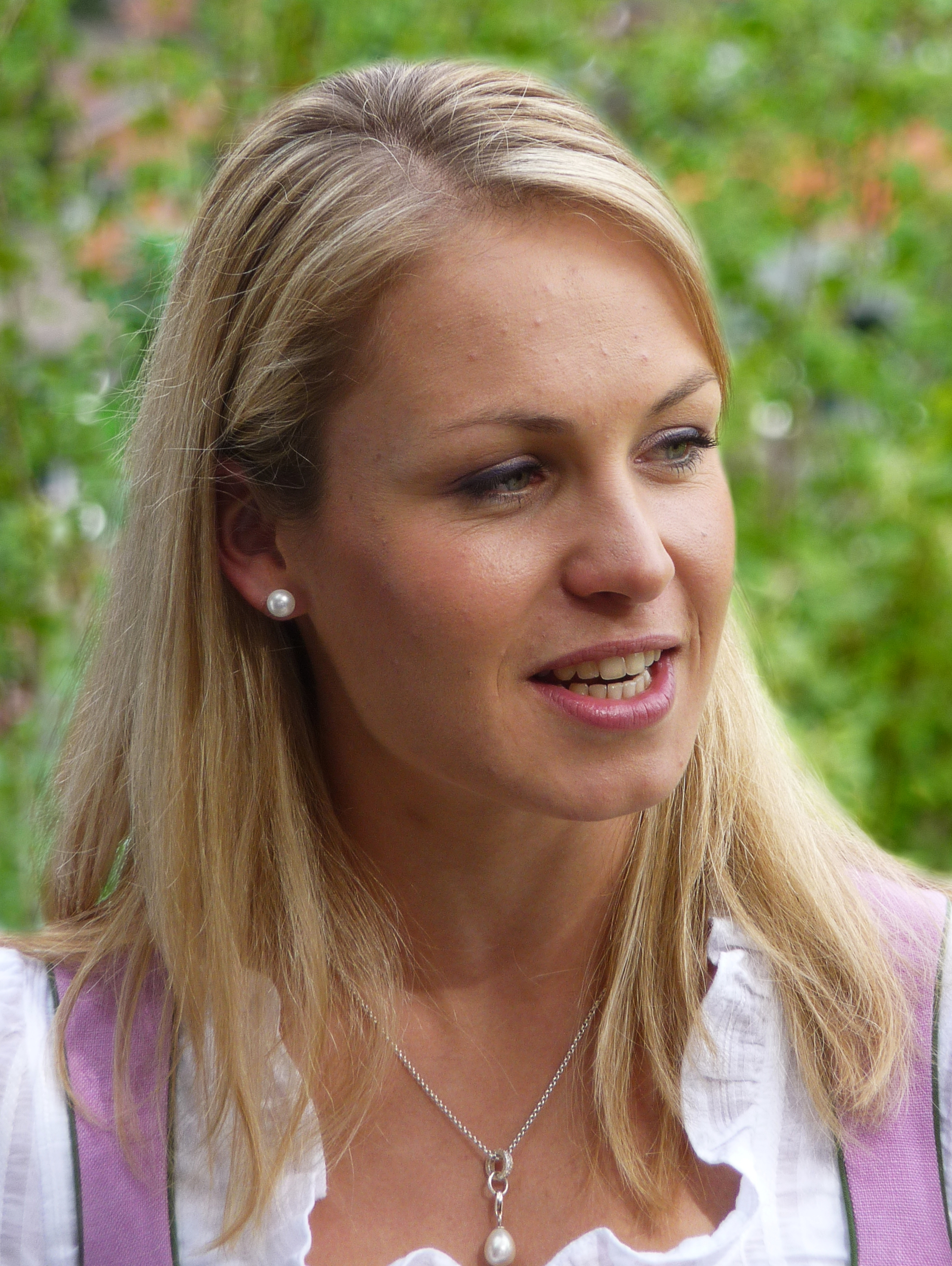
Neuner lors de l'inauguration du chemin de randonnée à son nom à Wallgau en mai 2013

En mai 2012, Magdalena Neuner passe avec succès l'examen pour devenir entraîneur de niveau C. Elle rejette d'emblée l'idée de reprendre la compétition ou de devenir entraîneuse fédérale,. Elle continue cependant de paraître dans des publicités et de faire des apparitions publiques pour diverses entreprises. Elle parraine également des associations à buts sociaux. Elle participe enfin à de nombreuses émissions à la radio et à la télévision.
À l'occasion des Jeux olympiques d'été de Londres, elle réalise des interviews de sportifs en coulisses pour le compte d'un équipementier sportif. Dans le cadre de la Coupe du monde de biathlon, elle présente l'émission Star Biathlon au côté de Matthias Opdenhövel sur la chaîne ARD à partir de janvier 2013. L'émission est reconduite l'année suivante. Elle participe également à la conception des bonnets que porte la sélection nationale allemande lors des Jeux olympiques d'hiver de Sotchi. Elle commente les compétitions olympiques de biathlon en tant que consultante pour plusieurs chaînes de télévision. Début septembre 2014, elle déclenche une controverse en critiquant sévèrement les structures de la Fédération allemande de ski. Lors de cet entretien, elle déclare que ses dirigeants et des méthodes d'entraînement dépassées sont responsables des performances décevantes des athlètes allemands lors des Jeux. Elle commente le World Team Challenge 2014 avec Herbert Fritzenwenger à Gelsenkirchen. En novembre 2015, elle annonce qu'elle va commenter la Coupe du monde en compagnie de Michael Antwerpes et en alternance avec Kati Wilhelm sur la chaîne ARD.

## Caractéristiques de ses performances sportives

### Ski de fond
Neuner est l'une des biathlètes les plus rapides du circuit,. Lors de 66 des 151 épreuves auxquelles elle a pris part, elle possède le meilleur temps en ski de fond (le temps en ski de fond ne comprend pas les tours de pénalité et les séances de tirs). De même, elle possède l'un des trois meilleurs temps de ski dans 77 % des épreuves auxquelles elle participe.

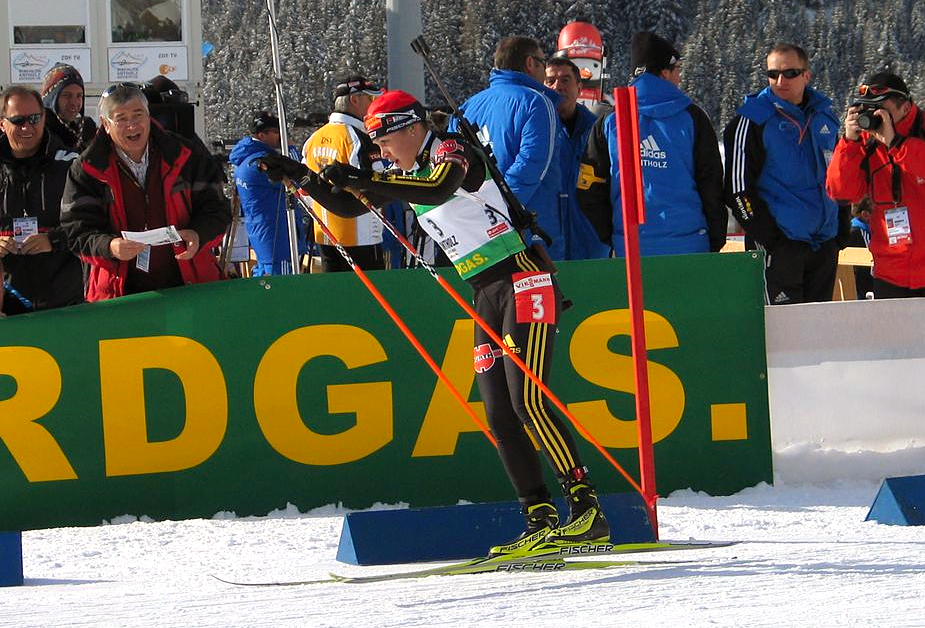
Neuner en ski de fond avec la technique de skating, mars 2009.

Durant sa première saison, en 2005-2006, son meilleur résultat sur les skis est un quatrième temps lors de la poursuite de Kontiolahti. En 2006-2007, sa première saison complète, elle finit à 19 reprises dans le top 3 des meilleurs temps sur les 24 épreuves disputées et y possède à sept reprises le meilleur temps. Neuner remporte la Coupe du monde 2007-2008 grâce, entre autres, à ses performances sur les skis puisque sur 25 épreuves disputées, elle réalise 19 meilleurs temps et se trouve dans le top 3 à la fin des six autres épreuves. Au début de la saison 2008-2009, elle réalise de moins bons temps sur les skis en raison de problèmes de santé et du manque de préparation associé. Toutefois, elle réédite en fin de saison ses performances précédentes puisqu'elle possède à partir de janvier 14 meilleurs temps sur les 18 épreuves auxquelles elle prend part.
Très tôt, Neuner réalise de bonnes performances en ski de fond. À huit ans, elle remporte sa première compétition de ski de fond dans son club de ski local. Dans sa période junior, ses temps en ski de fond sont comparables à ceux des hommes du même âge. À 15 ans, elle continue de faire jeu égal avec ses homologues masculins, partenaires en club. Lors de la préparation de la saison 2006-2007, Neuner skie 5 300 kilomètres puis 6 000 autres lors de la saison suivante. En raison de ses performances en ski, elle est souvent capable de compenser ses erreurs en tirs (où un tour de pénalité est effectué généralement entre 21 et 26 secondes).
Lors de trois de ses 14 premières victoires en Coupe du monde, elle s'impose malgré trois tours de pénalité en devançant une biathlète sans faute. Aux Mondiaux 2007 elle bat la Norvégienne Linda Grubben sur la poursuite malgré quatre tours de pénalité, soit trois de plus que son adversaire. Parmi ses autres victoires où ses performances en ski de fond sont déterminantes, il y a notamment celle du départ groupé aux Mondiaux 2008 (quatre fautes au tir) ou encore celle en poursuite en Coupe du monde en janvier 2009 à Ruhpolding (quatre fautes).
| Temps en course | saison 2005–2006 | saison 2005–2006 | saison 2006–2007 | saison 2006–2007 | saison 2007–2008 | saison 2007–2008 | saison 2008–2009 | saison 2008–2009 | saison 2009-2010 | saison 2009-2010 | saison 2010-2011 | saison 2010-2011 | saison 2011-2012 | saison 2011-2012 | Carrière |        |
| --------------- | ---------------- | ---------------- | ---------------- | ---------------- | ---------------- | ---------------- | ---------------- | ---------------- | ---------------- | ---------------- | ---------------- | ---------------- | ---------------- | ---------------- | -------- | ------ |
| Meilleur temps  | 0 / 10           | 0 %              | 7 / 24           | 29 %             | 19 / 25          | 76 %             | 14 / 25          | 56 %             | 9 / 21           | 43 %             | 12 / 21          | 57 %             | 5 / 25           | 20 %             | 66 / 151 | 43.7 % |
| Second temps    | 0 / 10           | 0 %              | 5 / 24           | 21 %             | 4 / 25           | 16 %             | 1 / 25           | 4 %              | 7 / 21           | 33 %             | 7 / 21           | 33 %             | 7 / 25           | 28 %             | 31 / 151 | 20.5 % |
| Troisième temps | 0 / 10           | 0 %              | 7 / 24           | 29 %             | 2 / 25           | 8 %              | 3 / 25           | 12 %             | 1 / 21           | 5 %              | 0 / 21           | 0 %              | 7 / 25           | 28 %             | 20 / 151 | 13.2 % |
| Autre           | 10 / 10          | 100 %            | 5 / 24           | 21 %             | 0 / 25           | 0 %              | 7 / 25           | 28 %             | 4 / 21           | 19 %             | 2 / 21           | 10 %             | 6 / 25           | 24 %             | 34 / 151 | 22.5 % |

*le pourcentage est la différence entre le temps enregistré et le nombre d'épreuves disputées. Temps réalisés uniquement dans les épreuves individuelles et non en relais,.

### Performances en tir
Neuner a un pourcentage de réussite au tir de 77 %, sa moyenne en position couchée étant de 88 % tandis que son pourcentage en position debout est de 67 %. Son pourcentage de réussite en position couchée est similaire à celui de ses adversaires, a contrario en position debout elle possède l'un des plus mauvais pourcentages de réussite du circuit.

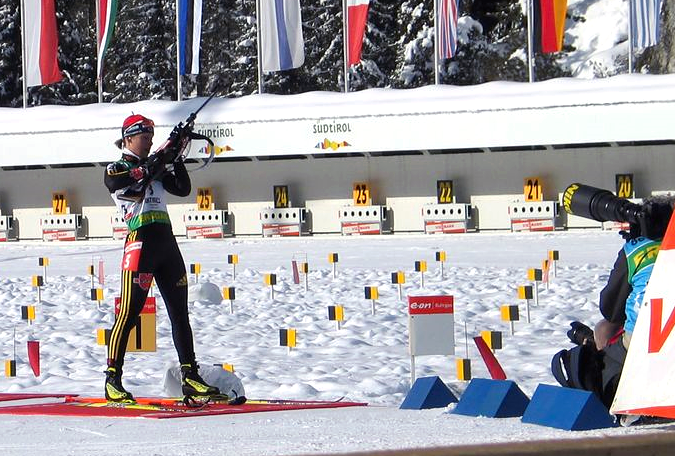
Neuner se préparant à tirer en position debout, janvier 2009.

Avec 81 % de réussite, Neuner réussit ses meilleures performances au tir en 2009-2010 et 2010-2011. Elle affiche 78 % de réussite lors de sa première saison en 2005-2006. L'année suivante, son pourcentage descend à 74 % ; malgré un meilleur résultat en 2009 avec 76 % de réussite, elle reste cette dernière saison à la soixante-dix-huitième place des meilleures tireuses sur 113 biathlètes. Elle remporte la Coupe du monde 2008 avec un taux de réussite de 73 %, qui est l'un des plus faibles pourcentages de réussite d'une gagnante du gros globe de cristal. À titre de comparaison, les précédentes lauréates ont des taux nettement supérieurs : 84 % pour Andrea Henkel, 87 % pour Kati Wilhelm et 81 % pour Sandrine Bailly. En position debout, sa meilleure performance est un taux de 74 % en 2011. En 2009, elle a un taux de 66 % de réussite ce qui représente 26 points de pourcentage en moins que la vainqueur de la Coupe du monde Helena Jonsson.

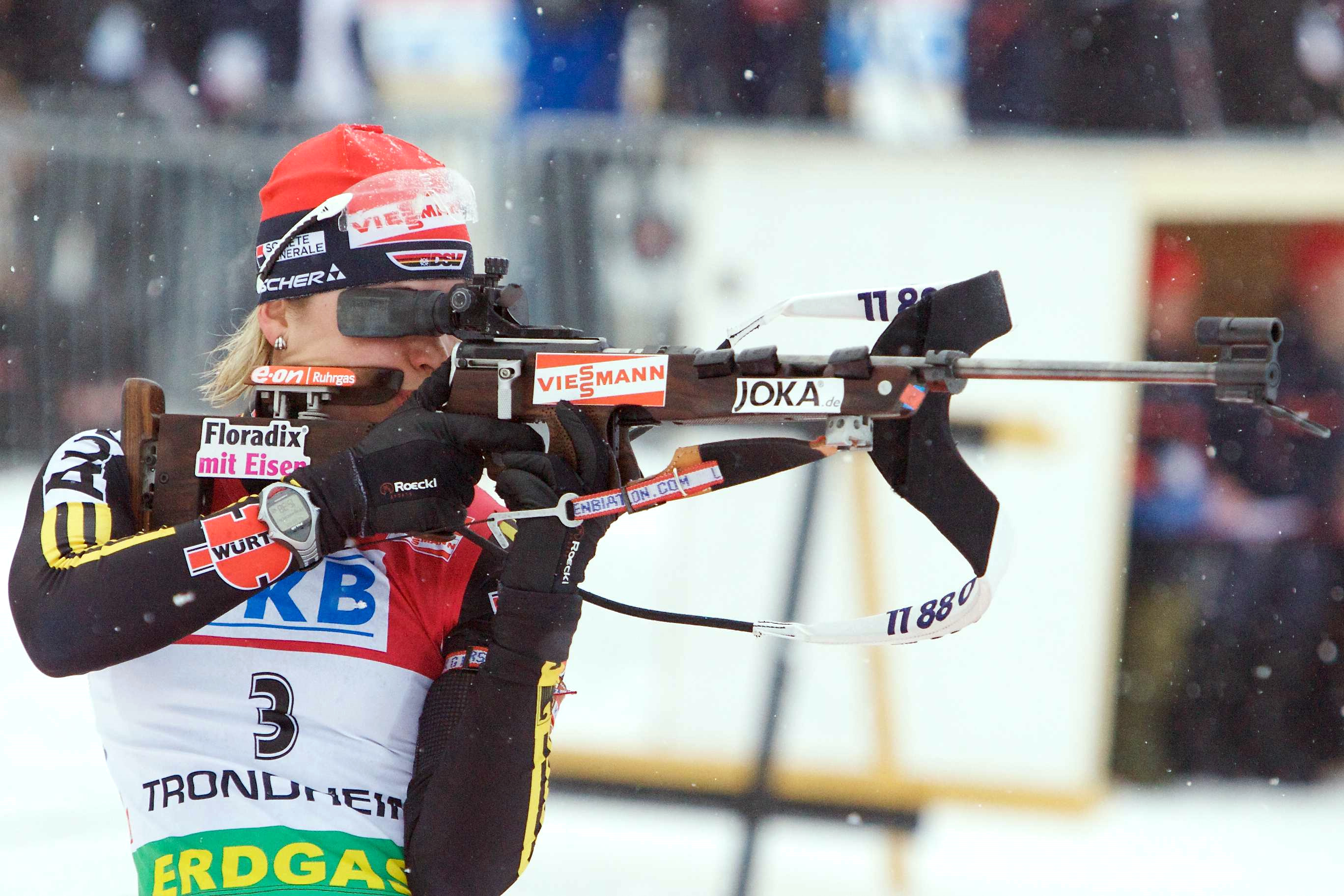
Neuner en position de tir debout, mars 2009.

Les performances de Neuner au tir sont un sujet souvent abordé par les médias. Elle refuse parfois de répondre aux questions de la presse à propos de ses tirs et considère que cette fixation sur ses performances de la part du public contribue à aggraver le problème. Durant l'été 2008, Neuner travaille aux côtés de l'ancien champion du monde de gros calibre Rudi Krenn, entraîneur à la Bundeswehr (armée allemande), ce qui contribue à modifier sa position de tir. Elle utilise une carabine réalisée par Sandro Brislinger, armurier de la Bundeswehr. Elle utilise également des protections auditives en compétition pour une meilleure concentration durant ses séances de tirs. Par ailleurs, l'épreuve de l'individuel est la plus difficile pour Neuner en raison de son taux de réussite au tir car contrairement aux autres épreuves, les fautes au tir ne sont pas sanctionnées de tours de pénalité à effectuer mais d'un temps de pénalité (une minute par faute).
La première victoire de Neuner avec un sans-faute au tir a lieu lors d'un sprint à Khanty-Mansiïsk en mars 2007. Elle s'impose aussi en faisant un sans-faute au même endroit en 2011 lors du sprint des Mondiaux ainsi que lors des sprints d'Hochfilzen, d'Oberhof et d'Oslo-Holmenkollen de la coupe du monde 2011-2012. Son dernier sans-faute est réalisé lors du sprint des championnats du monde 2012 de Ruhpolding. Elle a réalisé deux autres sans-faute dans sa carrière sans parvenir à gagner, lors du sprint de Kontiolahti en mars 2006 (où elle finit quatrième de l'épreuve) et lors du sprint d'Östersund en décembre 2008 (où elle finit troisième de l'épreuve). Sa plus mauvaise performance au tir sur une course individuelle a lieu lors de la poursuite de Hochfilzen en décembre 2008, avec 9 fautes sur 20 tirs. Ses plus grandes contre-performances sur des tirs debout restent, en individuel, le départ groupé d'Antholz en janvier 2009 (première de la course avec un sans-faute avant la dernière séance de tir, elle manque les cinq cibles et termine sixième de l'épreuve) et, par équipes, le relais féminin d'Oberhof en janvier 2012 (dernière relayeuse et en tête avant l'ultime tir de la course, elle rate sept de ses huit tirs et écope de quatre tours de pénalité, reléguant l'équipe d'Allemagne à la quatrième place finale).
| Position | saison 2005–2006 | saison 2005–2006 | saison 2006–2007 | saison 2006–2007 | saison 2007–2008 | saison 2007–2008 | saison 2008–2009 | saison 2008–2009 | saison 2009–2010 | saison 2009–2010 | saison 2010–2011 | saison 2010–2011 | saison 2011–2012 | saison 2011–2012 | Carrière    |      |
| -------- | ---------------- | ---------------- | ---------------- | ---------------- | ---------------- | ---------------- | ---------------- | ---------------- | ---------------- | ---------------- | ---------------- | ---------------- | ---------------- | ---------------- | ----------- | ---- |
| Couchée  | 73 / 80          | 91 %             | 176 / 205        | 86 %             | 189 / 218        | 87 %             | 191 / 223        | 86 %             | 161 / 176        | 91 %             | 165 / 187        | 88 %             | 201 / 226        | 89 %             | 1156 / 1315 | 88 % |
| Debout   | 52 / 80          | 65 %             | 135 / 213        | 64 %             | 133 / 222        | 60 %             | 150 / 228        | 66 %             | 127 / 178        | 71 %             | 140 / 189        | 74 %             | 161 / 229        | 70 %             | 898 / 1339  | 67 % |
| Total    | 125 / 160        | 78 %             | 311 / 418        | 74 %             | 322 / 440        | 73 %             | 341 / 451        | 76 %             | 288 / 354        | 81 %             | 305 / 376        | 81 %             | 362 / 455        | 80 %             | 2054 / 2654 | 77 % |

*Il s'agit des pourcentages de réussite aux tirs. Performances réalisées uniquement dans les épreuves individuelles et en relais. Les résultats en relais mixte ne sont pas compatibilisés,,.

## Vie privée

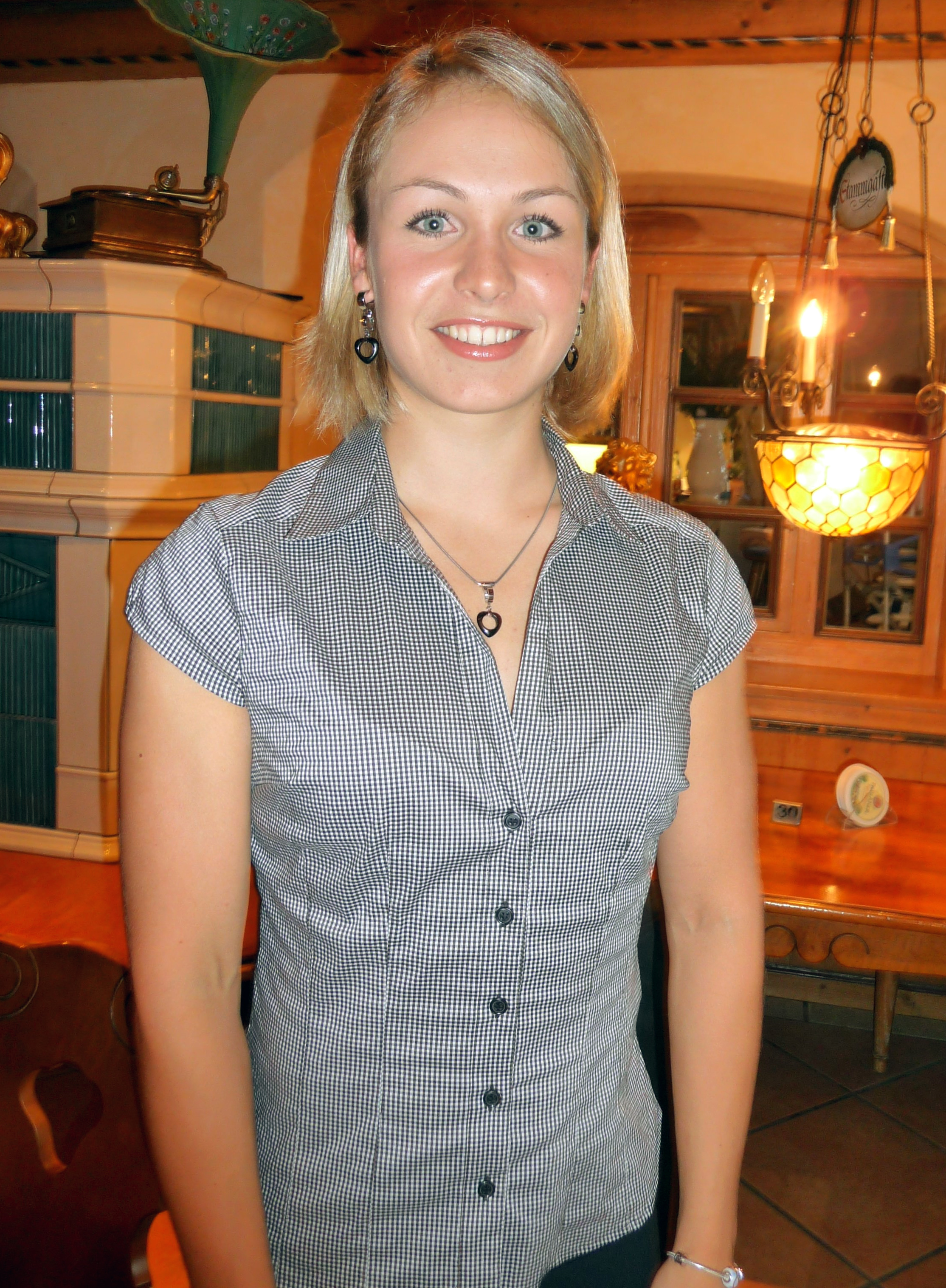
Neuner à Wallgau, mai 2009.

Neuner vit depuis sa naissance à Wallgau, petite ville de Bavière en Allemagne. En 2007, elle achète la maison de sa grand-mère à Wallgau où elle vit aujourd'hui. Franz Perwein, ancien biathlète rencontré lors des mondiaux juniors 2006, fut son compagnon entre 2006 et 2008. Un mois après cette séparation, elle annonce avoir une relation avec un technicien de l'équipe d'Allemagne de biathlon Björn Weisheit. En décembre 2009, Neuner déclare avoir une relation avec Josef Holzer. Le couple se marie civilement au printemps 2014 et religieusement en octobre 2015. Ils ont une fille, Verena, née au printemps 2014. Début novembre 2016, elle accouche de son second enfant, Josef. Le 7 août 2021, elle annonce par le biais des réseaux sociaux qu'elle est devenue maman pour la troisième fois.
Son intérêt pour le tricot est souvent pointé par les médias allemands, Neuner tient notamment un site internet sur des cours de tricot. Elle déclare avoir souvent des accessoires de tricot à chaque voyage durant sa saison sportive, ce qui la détend. En février 2007, Neuner décline une offre d'apparaître nue dans le magazine Playboy, version allemande. Elle est bonne amie avec Kathrin Hitzer, coéquipière dans l'équipe d'Allemagne de biathlon avec qui elle partage sa chambre lors de la saison. Elle aime également jouer de la harpe et possède une moto enduro. Durant la période estivale, elle s'adonne au VTT en montagne et à la natation. Enfin, elle est l'une des ambassadrices de la Coupe du monde de football féminin 2011 qui s'est déroulée en Allemagne.

## Palmarès

### Jeux olympiques
Neuner a remporté trois médailles lors des Jeux olympiques d'hiver dont deux en or et une en argent en une participation en 2010. Après une médaille d'argent en sprint derrière la Slovaque Anastasiya Kuzmina, elle obtient son premier titre olympique lors de la poursuite. Avec trois tirs manqués, elle ne prend que la dixième place de l'individuel mais se reprend lors de l'ultime épreuve le départ groupé pour s'adjuger son deuxième titre olympique. Elle décide ensuite de ne pas prendre part au relais féminin.
| Édition \ Épreuve              | Individuel | Sprint                             | Poursuite                      | Mass start                     | Relais |
| Jeux olympiques 2010 Vancouver | 10e        | Médaille d'argent, Jeux olympiques | Médaille d'or, Jeux olympiques | Médaille d'or, Jeux olympiques | —      |

Légende :

 : première place, médaille d'or

 : deuxième place, médaille d'argent

— : Magdalena Neuner n'a pas participé à cette épreuve

### Championnats du monde
Magdalena Neuner a remporté dix-sept médailles lors des Championnats du monde dont douze titres. Lors de sa première participation en 2007 à Antholz, elle remporte trois titres (sprint, poursuite et relais). L'année suivante en 2008 à Östersund, elle remporte de nouveau trois titres (départ groupé, relais et relais mixte). Lors des Championnats du monde 2009 à Pyeongchang, elle ne remporte aucun titre, son meilleur résultat étant une médaille d'argent en relais. Les Championnats du monde de biathlon 2011 tournent à la démonstration, puisque Neuner gagne trois titres et deux médailles d'argent en six courses, sa plus mauvaise performance étant une cinquième place sur l'individuel. L'année suivante, elle gagne deux titres et ajoute deux autres podiums.
Malgré son jeune âge (24 ans en 2011), Magdalena Neuner détient déjà le record du nombre de médailles d'or en championnat du monde.
| Mondiaux \ Épreuve   | Individuel                   | Sprint                       | Poursuite                    | Mass start                   | Relais                       | Relais mixte              |
| 2007 Antholz         | —                            | Médaille d'or, monde         | Médaille d'or, monde         | 14e                          | Médaille d'or, monde         | —                         |
| 2008 Östersund       | —                            | 17e                          | 6e                           | Médaille d'or, monde         | Médaille d'or, monde         | Médaille d'or, monde      |
| 2009 Pyeongchang     | —                            | 8e                           | 11e                          | 7e                           | Médaille d'argent, monde     | —                         |
| 2010 Khanty-Mansiïsk | Jeux olympiques de Vancouver | Jeux olympiques de Vancouver | Jeux olympiques de Vancouver | Jeux olympiques de Vancouver | Jeux olympiques de Vancouver | Médaille d'or, monde      |
| 2011 Khanty-Mansiïsk | 5e                           | Médaille d'or, monde         | Médaille d'argent, monde     | Médaille d'or, monde         | Médaille d'or, monde         | Médaille d'argent, monde  |
| 2012 Ruhpolding      | 23e                          | Médaille d'or, monde         | Médaille d'argent, monde     | 10e                          | Médaille d'or, monde         | Médaille de bronze, monde |

Légende :

 : première place, médaille d'or

 : deuxième place, médaille d'argent

 : troisième place, médaille de bronze

En 2010 le relais mixte est la seule épreuve des championnats du monde, la course ne figurant pas encore au programme olympique.

— : Magdalena Neuner n'a pas participé à cette épreuve

### Coupe du monde

#### Palmarès

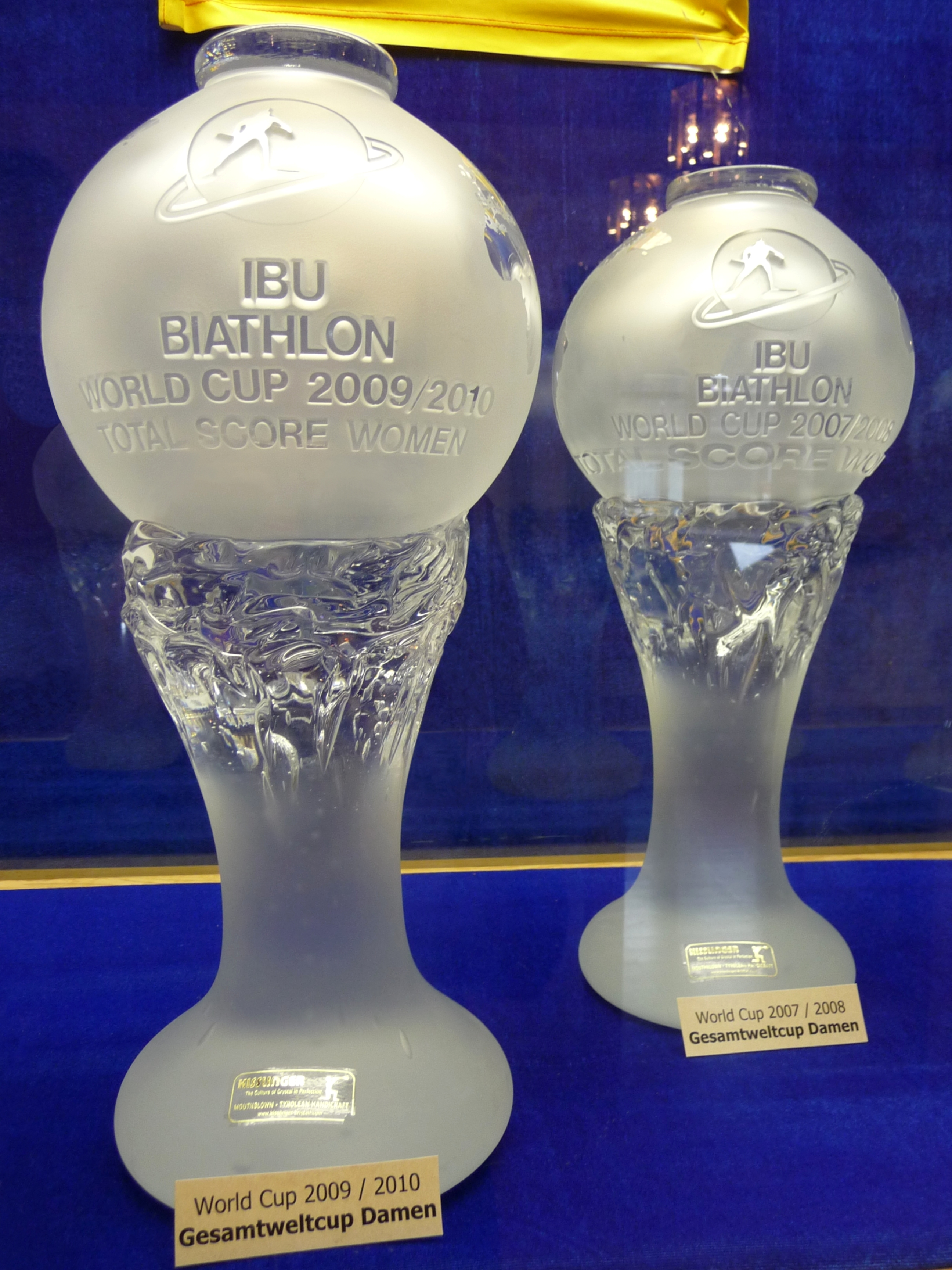
Globes de cristal 2008 et 2010 de Magdalena Neuner.

- 3 gros globes de cristal en 2008, 2010 et 2012.
- 7 petits globes de cristal :
  - vainqueur du classement du sprint en 2008, 2011 et 2012 ;
  - vainqueur du classement du départ groupé en 2008 et 2010 ;
  - vainqueur du classement de l'individuel en 2009 ;
  - vainqueur du classement de la poursuite en 2010.

#### Classements en Coupe du monde
Lors de la saison de ses débuts en Coupe du monde, Neuner prend part à dix épreuves, finissant trente-quatrième au classement général. En 2006-2007, elle devient une biathlète régulière de l'équipe d'Allemagne et finit la saison à la quatrième place générale après avoir brillé aux Championnats du monde. Neuner remporte la Coupe du monde 2007-2008, ainsi que les classements des épreuves de sprint et de départ groupé. Lors de la saison 2008-2009, elle finit quatrième au général mais remporte le classement de l'individuel. Bien qu'ayant manqué plusieurs courses en début de saison 2009-2010, elle remporte son deuxième gros globe récompensant la première du classement général de la coupe du monde, remportant de surcroit les classements de la poursuite et du départ groupé et terminant deuxième du sprint. La saison suivante, 2010-2011, elle remporte le classement du sprint et termine deuxième du départ groupé mais termine cinquième d'un classement général particulièrement serré entre les premières. Magdalena Neuner remporte le classement général pour la troisième fois en 2011-2012 ainsi que le classement du sprint, et met fin à sa carrière.
| Saison    | Individuel | Individuel | Individuel | Sprint  | Sprint | Sprint   | Poursuite | Poursuite | Poursuite | Mass start | Mass start | Mass start | Général | Général | Général  |
| Saison    | Courses    | Points     | Position   | Courses | Points | Position | Courses   | Points    | Position  | Courses    | Points     | Position   | Courses | Points  | Position |
| --------- | ---------- | ---------- | ---------- | ------- | ------ | -------- | --------- | --------- | --------- | ---------- | ---------- | ---------- | ------- | ------- | -------- |
| 2005-2006 | 0/3        |            |            | 4/10    | 65     | 33e      | 4/8       | 65        | 30e       | 2/5        | 34         | 30e        | 10/26   | 164     | 34e      |
| 2006–2007 | 2/4        | 34         | 25e        | 10/10   | 285    | 4e       | 8/8       | 283       | 2e        | 4/5        | 114        | 10e        | 24/27   | 720     | 4e       |
| 2007–2008 | 2/3        | 33         | 20e        | 10/10   | 326    | 1re      | 8/8       | 232       | 5e        | 5/5        | 186        | 1re        | 25/26   | 818     | 1re      |
| 2008–2009 | 3/4        | 129        | 1re        | 10/10   | 358    | 2e       | 7/7       | 231       | 5e        | 5/5        | 146        | 8e         | 25/26   | 891     | 4e       |
| 2009–2010 | 3/4        | 114        | 6e         | 8/10    | 334    | 2e       | 6/6       | 256       | 1re       | 4/5        | 216        | 1re        | 21/25   | 933     | 1re      |
| 2010–2011 | 3/4        | 99         | 14e        | 8/10    | 404    | 1re      | 5/7       | 221       | 6e        | 4/4        | 228        | 2e         | 21/26   | 952     | 5e       |
| 2011–2012 | 3/3        | 114        | 4e         | 10/10   | 571    | 1re      | 8/8       | 372       | 2e        | 4/5        | 177        | 7e         | 25/26   | 1216    | 1re      |

- Courses : nombre d'épreuves disputées/nombre total d'épreuves ; Points : nombre de points en Coupe du monde ; Position : classement en Coupe du monde[8].
- Les épreuves des Jeux olympiques et des Championnats de monde sont comptabilisées par l'Union internationale de biathlon (International Biathlon Union ou IBU) comme des épreuves de Coupe du monde.

#### Détail des victoires individuelles
Magdalena Neuner remporte sa première victoire sur une épreuve individuelle le 5 janvier 2007 à Oberhof lors d'un sprint. Elle remporte également six autres victoires lors de la Coupe du monde 2007, dont le sprint et la poursuite des Championnats du monde. Elle remporte ensuite quatre courses en 2008 puis trois en 2009. En 2010, Neuner gagne son seul individuel à Antholz pour cinq victoires dans la saison dont deux titres olympiques. L'année suivante, Neuner gagne également cinq courses dont deux titres mondiaux. Pour sa dernière saison, l'Allemande obtient son meilleur total de victoires avec dix courses remportées dont huit sprints.
| Saison \ Épreuve | Individuel | Sprint                                                                                                  | Poursuite                                           | Mass start                                  | Total |
| 2006-2007        | -          | Oberhof Antholz (Ch. du monde) Khanty-Mansiïsk                                                          | Antholz (Ch. du monde) Holmenkollen Khanty-Mansiïsk | Holmenkollen                                | 7     |
| 2007-2008        | -          | Pyeonchang Khanty-Mansiïsk                                                                              | -                                                   | Oberhof Östersund (Ch. du monde)            | 4     |
| 2008-2009        | -          | Ruhpolding                                                                                              | Ruhpolding Khanty-Mansiïsk                          | -                                           | 3     |
| 2009-2010        | Antholz    | Antholz                                                                                                 | Vancouver (Jeux olympiques)                         | Vancouver (Jeux olympiques) Khanty-Mansiïsk | 5     |
| 2010-2011        | -          | Pokljuka Khanty-Mansiïsk (Ch. du monde) Holmenkollen                                                    | -                                                   | Fort Kent Khanty-Mansiïsk (Ch. du monde)    | 5     |
| 2011-2012        | -          | Östersund Hochfilzen Oberhof Antholz Holmenkollen Kontiolahti Ruhpolding (Ch. du monde) Khanty-Mansiïsk | Holmenkollen                                        | Oberhof                                     | 10    |
| Total            | 1          | 18 | 7                                                   | 8                                           | 34    |

#### Performances générales
De 2006 à 2012, Neuner a disputé 175 épreuves de Coupe du monde, en remportant quarante-sept (27 %). Elle a remporté trente-quatre épreuves individuelles, ce qui la situe à la deuxième place des biathlètes les plus victorieuses en Coupe du monde, derrière la Suédoise Magdalena Forsberg, quarante-deux victoires individuelles. Elle devance notamment sa compatriote Uschi Disl qui possède trente victoires à son palmarès. Elle a également remporté treize relais dont dix relais féminins et trois mixtes avec l'équipe d'Allemagne. Sa plus mauvaise place est 41e, à l'arrivée de sa toute première course en Coupe du monde. Elle a inscrit des points lors de 148 épreuves individuelles sur les 151 qu'elle a disputées. Elle a fini à 113 reprises dans les dix premières d'une épreuve individuelle (75 %) et n'a manqué le top 30 qu'à seulement trois reprises. Elle a remporté au minimum une épreuve dans chaque format de course.
| Résultat        | Individuel | Sprint | Poursuite | Départ groupé | Total (épreuves individuelles) | Relais | Relais mixte | Total |
| --------------- | ---------- | ------ | --------- | ------------- | ------------------------------ | ------ | ------------ | ----- |
| 1re Place       | 1          | 18     | 7         | 8             | 34                             | 10     | 3            | 47    |
| 2e Place        | –          | 3      | 7         | 1             | 11                             | 3      | 2            | 16    |
| 3e Place        | 3          | 9      | 3         | 3             | 18                             | –      | 1            | 19    |
| Podiums         | 4          | 30     | 17        | 12            | 63                             | 13     | 6            | 82    |
| Top 10          | 11         | 45     | 33        | 24            | 113                            | 18     | 6            | 137   |
| Top 20          | 13         | 55     | 42        | 28            | 138                            | 18     | 6            | 162   |
| Top 30          | 15         | 59     | 45        | 29            | 148                            | 18     | 6            | 172   |
| Hors des points | 1          | 1      | 1         |               | 3                              |        |              | 3     |
| Départs         | 16         | 60     | 46        | 29            | 151                            | 18     | 6            | 175   |

### Championnats du monde junior
Neuner a remporté sept médailles d'or et quatre médailles d'argent en treize courses disputées aux Championnats du monde junior entre 2004 et 2008. À l'exception de l'épreuve de l'individuel, elle a remporté toutes les autres épreuves à au moins deux reprises. En 2004, pour ses premiers mondiaux en Haute-Maurienne (France), elle est déjà surclassée (disputant les épreuves en catégorie « junior » au lieu de la catégorie « jeune » correspondant normalement à son âge). Magdalena remporte le titre en sprint et relais. Un an plus tard à Kontiolahti (Finlande), elle s'impose uniquement en sprint, conservant son titre. En 2006 elle s'impose en poursuite et en relais à Presque Isle (États-Unis). Elle ne participe pas aux Mondiaux junior 2007 car, présente sur le circuit de la Coupe du monde, elle est sélectionnée pour les Championnats du monde sénior qui se déroulent quelques jours plus tard à Antholz. Elle effectue sa dernière apparition à l'échelon junior en 2008 à domicile, à Ruhpolding (Allemagne), où elle remporte aisément deux nouvelles médailles d'or en sprint et poursuite, les deux seules épreuves auxquelles elle participe. Magdalena Neuner représente le cas unique, révélateur de précocité, d'une biathlète qui vient remporter de nouveaux titres en junior alors qu'elle est déjà triple championne du monde au plus haut niveau (sénior).
| Mondiaux \ Épreuve   | Individuel | Sprint            | Poursuite         | Relais            |
| 2004 Haute-Maurienne | -          | Médaille d'or     | Médaille d'argent | Médaille d'or     |
| 2005 Kontiolahti     | 4e         | Médaille d'or     | Médaille d'argent | Médaille d'argent |
| 2006 Presque Isle    | 7e         | Médaille d'argent | Médaille d'or     | Médaille d'or     |
| 2008 Ruhpolding      | -          | Médaille d'or     | Médaille d'or     | -                 |

### Championnats du monde de biathlon d'été
En 2009, elle remporte la médaille d'or sur le sprint, la poursuite et le relais mixte.

## Distinctions
Neuner est élue sportive allemande de l'année en 2007, 2011 et 2012. En 2012, elle reçoit la Médaille Holmenkollen. Neuner est élue « athlète bavaroise du siècle » en 2018.